# البطولة الوطنية التونسية 1962–63
الدوري التونسي لكرة القدم 1962-1963 هو الموسم رقم 8 من الرابطة التونسية المحترفة الأولى لكرة القدم. أفضل 16 ناديا تونسيا يلعبون فيما بينهم ذهابا وإيابا.

فاز بهذا الموسم النجم الرياضي الساحلي، وجاء ثانيا الملعب التونسي وثالثا المستقبل الرياضي بالمرسى.